# Квінтон Форчун
Квінтон Форчун (англ. Quinton Fortune, нар. 21 травня 1977, Кейптаун) — південноафриканський футболіст, що грав на позиції півзахисника, який виступав за ряд відомих європейських клубів, включаючи «Манчестер Юнайтед», «Атлетіко Мадрид» і «Болтон Вондерерз». Він також зіграв 53 матчі за збірну ПАР, включаючи матчі на чемпіонаті світу 1998 і 2002 років. Останнім клубом футболіста став за англійський «Донкастер Роверс».

## Клубна кар'єра
Народився 21 травня 1977 року в місті Кейптаун. У віці 14 років Форчун виїхав з ПАР, де ще діяв режим апартеїду, до Англії, де почав виступати за молодіжний склад лондонського клубу «Тоттенхем Готспур», але так ніколи і не зіграв за основний склад. Через труднощі з отриманням дозволу на роботу у Великій Британії., Форчун поїхав в Іспанію, де спочатку виступав за «Мальорку», а потім перейшов в «Атлетіко Мадрид», здобувши золотий дубль у сезоні 1995/96, проте здебільшого виступав за другу команду.
У складі мадридського клубу Форчун дуже нечасто з'являвся, проте зміг привернути до себе увагу Сера Алекса Фергюсона. Як наслідок, 1 серпня 1999 року англійський клуб «Манчестер Юнайтед» придбав Форчуна з «Атлетіко» за 1,5 мільйони фунтів стерлінгів. Південноафриканський футболіст дебютував за «червоних дияволів» 30 серпня 1999 року в матчі проти «Ньюкасла». У першому сезоні африканець зіграв лише у 6 матчах Прем'єр-ліги, але зумів забити два найважливіших голи. Переможний гол в зустрічі з «Мідлсбро» 4:3, і переможний гол на 75-ій хвилині у ворота «Бредфорда». Крім того він зробив дубль на клубному чемпіонаті світу 2000 року проти австралійського «Саут-Мельбурна». Всього в усіх турнірах за сезон він провів 12 матчів, в яких було забито 4 досить важливі м'ячі. Крім того з «Юнайтед» він став чемпіоном, проте не зіграв достатньої кількості матчів для отримання медалі. Також провів на лаві Квінтон увесь матч виграного Міжконтинентального кубка 1999 року проти «Палмейраса» (1:0).
Форчун спочатку був куплений як заміна для Раяна Гіггза і виступав в основному на лівому фланзі півзахисту. Згодом, однак, виявилися оборонні здібності Форчуна, і він став виступати на позиціях центрального півзахисника або лівого крайнього захисника, що було пов'язано із серйозною травмою Єспера Блумквіста, що раніше грав там. У другому сезоні Квінтон багато забивав на передсезонних зборах. А в 4 турі зробив дубль в матчі проти все того ж «Бредфорда». Однак той матч був чи не останнім для Форчуна в тому сезоні. Травми ·  і просто непотрапляння до складу знову залишили Форчуна без медалі, незважаючи на чемпіонство його команди. За 2 сезони всього 15 офіційних матчів у Прем'єр-лізі за «дияволів». Ситуація не змінювалася, і в наступні два роки. Форчун дуже мало грав, в сезоні 2001/02 він провів 6 ігор в основі, а в черговому чемпіонському сезоні 2002/03 зіграв лише у 9 матчах, що було на один менше, ніж необхідні для отримання золотої медалі. Тим не менш, він був нагороджений медаллю переможця Ліги Прем'єр-ліги за спеціальним дозволом.
Перед сезоном 2003/04 Фергсюсон почав перебудову, у команді з'явився Кріштіану Роналду, а Форчун в тому сезоні, на пару з Філом Невілом, фактично був основним лівим захисником команди, провівши 23 гри в чемпіонаті, 18 з яких в старті, а також мав стабільне місце в основі на матчах Ліги чемпіонів. Форчун навіть забив надважливий виїзний м'яч в ворота «Порту» в 1\8 фіналу. Португальці зусиллями Бенні Маккарті вирвали перемогу 2:1. А у матчі відповіді на «Олд Траффорд» пізній гол Коштіньї дозволив закінчити матч з рахунком 1:1, в результаті якого англійський клуб покинув турнір, а португальський згодом здобув трофей.
Той сезон так і залишився для Квінтона єдиним у статусі основного, оскільки у новому сезоні Юнайтед купив у «Парі Сен-Жермен» Габріеля Хейнце і аргентинець витіснив південноафриканця зі складу. Після цього Квінтон підміняв Гіггза, іноді граючи навіть в центрі півзахисту. У липні 2005 року 28-річний південноафриканський гравець постраждав від травми колінного хряща в тренуванні лише через три дні після початку підготовки до сезону «Манчестер Юнайтед». Після тривалого відновлення футболіст до кінця сезону 2005/06 не зіграв жодного матчу, після чого покинув клуб.
Після проходження перегляду в клубі «Болтон Вондерерз» Форчун перейшов у клуб, зігравши в сезоні 2006/07 кілька матчів у Прем'єр-лізі на позиції лівого крайнього захисника. Проте в матчі проти «Арсеналу» (3:1) він отримав травму, після чого провів за «Болтон» лише один кубковий матч проти «Донкастер Роверз» (4:0), після чого був відпущений. Він був на переглядах в клубах «Блекберн Роверз», «Сендерленд» і «Шеффілд Юнайтед», але безрезультатно.
У жовтні 2008 року, після того, як він був понад рік без клубу, італійський клуб «Брешія» оголосив про підписання Форчуна; трансфер був остаточно оформлений 23 жовтня, коли Форчун підписав з італійським клубом контракт терміном на рік, проте зігравши лише один матч у Серії В, африканець покинув клуб і 2 лютого 2009 року на правах вільного агента перейшов в бельгійський клуб «Тюбіз», де провів другу половину сезону, проте зайняв з командою передостаннє 17 місце і вилетів з вищого дивізіону. По закінченні сезону 2008/09 він був відпущений клубом.
4 серпня 2009 року Форчун підписав піврічний контракт з англійським клубом англійського Чемпіоншипу «Донкастер Роверс», у якому, непогано дебютувавши, зазнав нової травми й 4 лютого 2010 року покинув команду.
У 2012 році Форчун повернулася до «Манчестер Юнайтед», щоб тренуватися з резервною командою, працюючи над тренерським дипломом, який він отримав у 2013 році, також працював скаутом команди по Африці · .
2014 року Форчун був помічником тренера молодіжної команди «Каріфф Сіті» до 21 року, працюючи з колишнім товаришем по команді Уле Гуннаром Сульшером, перш ніж покинути свій пост в лютому 2015 року.
Квінтон також працював на британському каналі ITV4 під час висвітлення матчів Кубка африканських націй у лютому 2015 року.

## Виступи за збірну
14 вересня 1996 року дебютував в офіційних іграх у складі національної збірної ПАР в матчі проти Кенії (1:0).
У лютому 1998 року він брав участь у Кубку африканських націй 1998 року у Буркіна Фасо, на якому був запасним гравцем і зігравши у 4 матчах, в усіх виходячи на заміну, в тому числі і у програному фіналі проти Єгипту. Проте вже влітку на чемпіонаті світу 1998 року у Франції Форчун був основним гравцем, зігравши зі старту у всіх трьох матчах своєї збірної на турнірі, де вона не вийшла з групи.
У 2000 році Форчун за збірною посіла третє місце на Кубку африканських націй 2000 року у Гані та Нігерії. Він також брав участь у Олімпійських іграх в Сіднеї в цьому році. Після поразки в першій грі проти Японії (1:2), Форчун забив зі штрафного удару перший гол збірної у грі проти Бразилії і допоміг своїй команді здобути несподівану перемогу 3:1. Проте будучи ключовим гравцем команди його відсутність відчувалась під час третього групового матчу з Словаччиною, яка ПАР програла 1:2 і не вийшла з групи.
У 2002 році він знову обраний для участі в Кубку африканських націй 2002 року у Малі, але Південна Африка вилетіла на стадії чвертьфіналу від господарів турніру, а Квінтон зіграв у трьох матчах. Того ж року він взяв участь у чемпіонаті світу 2002 року в Японії і Південній Кореї, але знову ж таки південноафриканці покинули турнір на груповому етапі. Тим не менш саме там Форчун забив свій перший гол за збірну у грі проти Парагваю з пенальті (2:2). Це був останній міжнародний турнір для Форчуна, оскільки після «мундіалю» кілька ключових гравців команди, серед яких і Форчун, залишаили національну команду після приходу нового головного тренера Ефраїма Машаби.
У 2004 році Стюарт Бакстер переконав Форчуна, а також Бенні Маккарті і Шона Бартлетта повернутись до лав «бафана-бафана», після чого Квінтон зіграв ще у чотирьох матчах Він провів свій останній міжнародний матч 26 березня 2005 року проти Уганди (2:1) в кваліфікаційному матчі за КАН та чемпіонат світу 2006 року. Під час цього матчу він забив свій другий і останній гол у південноафриканській збірній. Протягом кар'єри у національній команді, яка тривала 10 років, провів у формі головної команди країни 48 матчів, забивши 2 голи.
| Дата       | Місто         | Господарі    | Результат  | Гості             | Турнір                                      | Голи | Примітки |
| ---------- | ------------- | ------------ | ---------- | ----------------- | ------------------------------------------- | ---- | -------- |
| 14-9-1996  | Дурбан        | ПАР          | 1 – 0      | Кенія             | 1996 Simba Cup                              | -    | 77'      |
| 21-9-1996  | Преторія      | ПАР          | 0 – 0      | Гана              | 1996 Simba Cup                              | -    |          |
| 16-2-1998  | Бобо-Діуласо  | ПАР          | 4 – 1      | Намібія           | Кубок африканських націй 1998 - 1-й етап    | -    | 84'      |
| 22-2-1998  | Уагадугу      | Марокко      | 1 – 2      | ПАР               | Кубок африканських націй 1998 - чвертьфінал | -    | 84'      |
| 25-2-1998  | Уагадугу      | ДР Конго     | 1 – 2 д.ч. | ПАР               | Кубок африканських націй 1998 - півфінал    | -    | 46'      |
| 28-2-1998  | Уагадугу      | ПАР          | 0 – 2      | Єгипет            | Кубок африканських націй 1998 - Фінал       | -    | 49'      |
| 20-5-1998  | Йоганнесбург  | ПАР          | 1 – 1      | Замбія            | товариський матч                            | -    | 86'      |
| 25-5-1998  | Буенос-Айрес  | Аргентина    | 2 – 0      | ПАР               | товариський матч                            | -    | ?'       |
| 6-6-1998   | Баїрсбронн    | ПАР          | 1 – 1      | Ісландія          | товариський матч                            | -    | 65'      |
| 12-6-1998  | Марсель       | Франція      | 3 – 0      | ПАР               | ЧС 1998 - 1-й етап                          | -    |          |
| 18-6-1998  | Тулуза        | ПАР          | 1 – 1      | Данія             | ЧС 1998 - 1-й етап                          | -    |          |
| 24-6-1998  | Бордо         | ПАР          | 2 – 2      | Саудівська Аравія | ЧС 1998 - 1-й етап                          | -    | 38' 67'  |
| 3-10-1998  | Йоганнесбург  | ПАР          | 1 – 0      | Ангола            | Відбір до Кубка африканських націй 2000     | -    |          |
| 16-12-1998 | Йоганнесбург  | ПАР          | 2 – 1      | Єгипет            | товариський матч                            | -    |          |
| 23-1-1999  | Кьюрпайп      | Маврикій     | 1 – 1      | ПАР               | Відбір до Кубка африканських націй 2000     | -    |          |
| 27-1-1999  | Цване         | ПАР          | 4 – 1      | Габон             | Відбір до Кубка африканських націй 2000     | -    |          |
| 11-4-1999  | Лібревіль     | Габон        | 1 – 0      | ПАР               | Відбір до Кубка африканських націй 2000     | -    |          |
| 28-4-1999  | Копенгаген    | Данія        | 1 – 1      | ПАР               | товариський матч                            | -    | 58'      |
| 5-6-1999   | Дурбан        | ПАР          | 2 – 0      | Маврикій          | Відбір до Кубка африканських націй 2000     | -    | 46'      |
| 18-9-1999  | Кейптаун      | ПАР          | 1 – 0      | Саудівська Аравія | Coppa Afro-Asiatica                         | -    | 46'      |
| 23-1-2000  | Кумасі        | ПАР          | 3 – 1      | Габон             | Кубок африканських націй 2000 - 1-й етап    | -    | 74'      |
| 27-1-2000  | Кумасі        | ПАР          | 1 – 0      | ДР Конго          | Кубок африканських націй 2000 - 1-й етап    | -    |          |
| 2-2-2000   | Кумасі        | ПАР          | 1 – 1      | Алжир             | Кубок африканських націй 2000 - 1-й етап    | -    | 46'      |
| 6-2-2000   | Кумасі        | ПАР          | 1 – 0      | Гана              | Кубок африканських націй 2000 - чвертьфінал | -    |          |
| 10-2-2000  | Лагос         | Нігерія      | 2 – 0      | ПАР               | Кубок африканських націй 2000 - півфінал    | -    | 76'      |
| 3-6-2000   | Вашингтон     | США          | 4 – 0      | ПАР               | 2000 US Nike Cup                            | -    |          |
| 11-6-2000  | Іст-Ратерфорд | Ірландія     | 2 – 1      | ПАР               | 2000 US Nike Cup                            | -    | 76'      |
| 9-7-2000   | Хараре        | Зімбабве     | 0 – 2      | ПАР               | Відбір до ЧС 2002                           | -    | ?' 57'   |
| 7-10-2000  | Йоганнесбург  | ПАР          | 0 – 0      | Франція           | товариський матч                            | -    |          |
| 16-12-2000 | Йоганнесбург  | ПАР          | 2 – 1      | Ліберія           | Відбір до Кубка африканських націй 2002     | -    |          |
| 25-4-2001  | Перуджа       | Італія       | 1 – 0      | ПАР               | товариський матч                            | -    | ?'       |
| 5-5-2001   | Йоганнесбург  | ПАР          | 2 – 1      | Зімбабве          | Відбір до ЧС 2002                           | -    |          |
| 29-6-2001  | Уагадугу      | Буркіна-Фасо | 1 – 1      | ПАР               | Відбір до ЧС 2002                           | -    | ?'       |
| 10-11-2001 | Йоганнесбург  | ПАР          | 1 – 0      | Єгипет            | товариський матч                            | -    | 61'      |
| 15-1-2002  | Мафікенг      | ПАР          | 1 – 0      | Ангола            | товариський матч                            | -    | 61'      |
| 20-1-2002  | Сегу          | Буркіна-Фасо | 0 – 0      | ПАР               | Кубок африканських націй 2002 - 1-й етап    | -    | 59'      |
| 24-1-2002  | Сегу          | Гана         | 0 – 0      | ПАР               | Кубок африканських націй 2002 - 1-й етап    | -    | ?' 60'   |
| 3-2-2002   | Каєс          | Малі         | 2 – 0      | ПАР               | Кубок африканських націй 2002 - чвертьфінал | -    | 72'      |
| 27-3-2002  | Тбілісі       | Грузія       | 4 – 1      | ПАР               | товариський матч                            | -    | 46'      |
| 20-5-2002  | Гонконг       | ПАР          | 2 – 0      | Шотландія         | HKSAR Reunification Cup                     | -    | 84'      |
| 23-5-2002  | Гонконг       | Туреччина    | 0 – 2      | ПАР               | HKSAR Reunification Cup                     | -    | 76'      |
| 2-6-2002   | Пусан         | Парагвай     | 2 – 2      | ПАР               | ЧС 2002 - 1-й етап                          | 1    |          |
| 8-6-2002   | Тегу          | ПАР          | 1 – 0      | Словенія          | ЧС 2002 - 1-й етап                          | -    | 84'      |
| 12-6-2002  | Теджон        | ПАР          | 2 – 3      | Іспанія           | ЧС 2002 - 1-й етап                          | -    | 83'      |
| 10-10-2004 | Кампала       | Уганда       | 0 – 1      | ПАР               | Відбір до ЧС 2006                           | -    |          |
| 17-11-2004 | Йоганнесбург  | ПАР          | 2 – 1      | Нігерія           | товариський матч                            | -    |          |
| 9-2-2005   | Дурбан        | ПАР          | 1 – 1      | Австралія         | товариський матч                            | -    |          |
| 26-3-2005  | Йоганнесбург  | ПАР          | 2 – 1      | Уганда            | Відбір до ЧС 2006                           | 1    |          |
| Усього     |               | Матчів       | 48         |                   | Голів                                       | 2    |          |

## Титули і досягнення
- Чемпіон Іспанії (1):

«Атлетіко»: 1995–96
- Володар Кубка Іспанії (1):

«Атлетіко»: 1995–96
- Володар Міжконтинентального кубка (1):

«Манчестер Юнайтед»: 1999
- Чемпіон Англії (3):

«Манчестер Юнайтед»: 1999–00, 2000–01, 2002–03
- Володар Кубка Англії (1):

«Манчестер Юнайтед»: 2003–04
- Володар Кубка англійської ліги (1):

«Манчестер Юнайтед»: 2005–06
- Володар Суперкубка Англії (1):

«Манчестер Юнайтед»: 2003
- Срібний призер Кубка африканських націй: 1998
- Бронзовий призер Кубка африканських націй: 2000